# Šmarje pri Sežani
Šmarje pri Sežani este o localitate din comuna Sežana, Slovenia, cu o populație de 260 de locuitori.